# 樫曲隧道

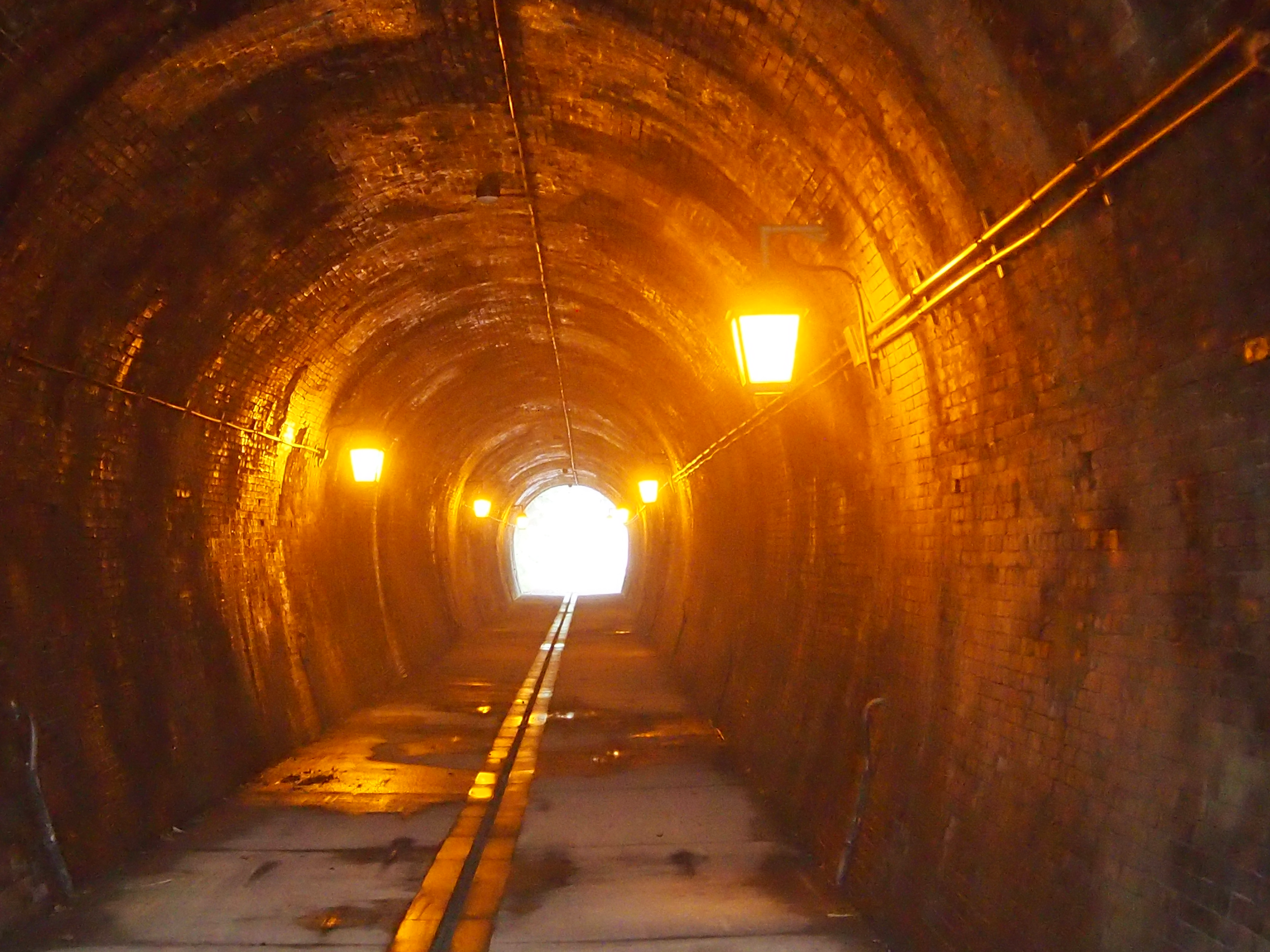
侧隧内部

樫曲隧道（日语： Kashimagari tonneru）是日本福井县敦賀市的一座人行隧道，为旧北陸本線的废弃隧道，长87米，宽3.9米，1893年建成，2016年作为舊北陸線隧道群的一部分列入日本登录有形文化财。